# Фортескю (река)
Фортескю (на английски: Fortescue River) е временна (епизодична) река в западната част на Австралия, протичаща през северозападната част на щата Западна Австралия и вливаща се в Индийския океан. Дължината ѝ е 760 km , а площта на водосборния басейн – 49 759 km².
Река Фортескю води началото си на 780 m н.в. от южното подножие на хребета Офталмия, разположен в северозападната част на щата Западна Австралия, на около 90 km на запад от миньорския град Нюман. В горното си течение най-напред тече на изток, после на север, а след като пресече Западноавстралийската автомагистрала – на запад-северозапад, като запазва това направление до устието си. В горното си течение заобикаля от изток и север хребета Офталмия, а в средното, на протежение около 250 km преминава по северното подножие на хребета Хамърсли. Влива се в Индийския океан на около 70 km югозападно от град Дампир. В нея се вливат 24 временни притока. Средният ѝ годишен отток е 12,4 m³/s, който е с големи колебания през отделните сезони. Водно течение се наблюдава само през лятото (месеците декември и януари), в периода на дъждовете, а през останалото време реката пресъхва и само на отделни участъци се запазват малки езерни разширения.
Реката е открита през май 1861 г. от австралийския топограф Франсис Томас Грегъри, който я наименува в чест на британския политически деятел Чичестър фортескю (1823 – 1899).